# TacSat-4
El TacSat-4 es el cuarto de una serie de satélites de comunicaciones y reconocimiento experimental militar de los Estados Unidos. El Laboratorio de Investigación Naval (NRL) es el administrador del programa.
La nave espacial se completó a fines de 2009 y se lanzó desde el  Kodiak Pad 1 el 27 de septiembre de 2011 en un cohete Minotaur IV en una órbita altamente elíptica.